# Urbis Olisiponis descriptio
«Urbis Olisiponis descriptio» (Опис міста Лісабона) — латинський історико-географічний трактат присвячений Лісабону, столиці Португалії. Опублікований в жовтні 1554 року, в Еворі. Автор — португальський гуманіст Даміан де Гойш. Подає історію міста від стародавніх часів до середини XVI століття, описує околиці та центр столиці. Написаний у стилі путівника, орієнтованого на європейського інтелектуала Доби великих географічних відкриттів. У праці столиця називається найбагатшим містом Європи, «царицею морів». Праця була популярною в Європі, перевидавалася декілька разів: у Франкфурті (1603) і Коїмбрі (1791). Цінне джерело з історії, архітектури та топоніміки Лісабону, знищеного великим землетрусом 1755 року.

## Назва
- Повна назва: Vrbis Olisiponis Descriptio per Damianum Goem Equitem Lusitanum, in qua obiter tractantur nõ nulla de Indica nauigatione, per Graecos et Poenos et Lusitanos, diuersis temporibus inculcata.

## Видання
- Vrbis Olisiponis Descriptio per Damianum Goem Equitem Lusitanum, in qua obiter tractantur nõ nulla de Indica nauigatione, per Graecos et Poenos et Lusitanos, diuersis temporibus inculcata. - Eborae : apud Andream Burge[n]sem, mense Octobri 1554.  [Архівовано 13 лютого 2019 у Wayback Machine.]
- Urbis Olisiponis descriptio... Francofurtum,. 1603.

## Переклади
англійською
- Damião De Góis. Lisbon in the Renaissance: A New Translation of the Urbis Olisiponis Descriptio. trans. by Jeffrey S. Ruth. New York: Italica Press, 1996.

португальською
- Damião de Góis. Lisboa de quinhentos; descrição de Lisboa. Lisboa: Imprensa Beleza, 1937.
- Damião de Góis; Aires Augusto Nascimento. Urbis Olisiponis descriptio = Elogio da cidade de Lisboa. Lisboa : Guimarães Editores, 2002.
- Damião de Góis; Raúl Machado. Descrição da cidade de Lisboa. Lisboa : Frenesi, 2003.